# Затока
Затока (на украински: Затока) е селище от градски тип в Южна Украйна, Одеска област. Населението му е около 1781 души (2019).
Разположено е на морското равнище в Причерноморската низина, между Черно море и Днестърския лиман и на 49 километра южно от Одеса. През 1827 година в селището е изграден морски фар, а от 1918 до 1940 година то е част от територията на Румъния, отново е под румънска окупация през 1941 – 1944 година.